# Agnes Becker
Agnes Becker (* 23. Juli 1980 in Augsburg) ist eine deutsche Politikerin (ÖDP).

## Leben
Agnes Becker absolvierte nach dem Abitur eine Lehre zur Schreinerin. Im Anschluss studierte sie Veterinärmedizin an der Ludwig-Maximilians-Universität München und schloss 2017 als Tierärztin erfolgreich ab. Becker arbeitet seitdem als politische Geschäftsführerin und Landesvorsitzende bei der ÖDP Bayern. Sie bewirtschaftet im Nebenerwerb einen kleinen landwirtschaftlichen Betrieb.

## Politische Karriere
Becker ist seit 1997 Mitglied der ÖDP und wurde 2009 stellvertretende Vorsitzende der ÖDP Bayern. 2014 wurde sie in den Kreistag Passau gewählt, dem sie seitdem angehört. Von 2014 bis 2020 gehörte sie dem Bundesvorstand der Partei an, von 2018 bis 2020 als erste stellvertretende Vorsitzende, und war im Jahr 2018 kommissarisch Bundesvorsitzende der Partei.
Zur Landtagswahl in Bayern 2018 trat sie als Spitzenkandidatin der ÖDP an. Beim Bayerischen Landesparteitag am 30. April 2022 in Landshut wurde Agnes Becker zur ÖDP-Landesvorsitzenden gewählt. Co-Landesvorsitzender ist der Münchner Stadtrat Tobias Ruff.
Bei der Landtagswahl in Bayern 2023 kandidierte Becker neben Tobias Ruff als Spitzenkandidatin. Bei der Europawahl 2024 kandidierte Becker auf Platz 5. Im April 2024 wurden Becker und Ruff als Landesvorsitzende wiedergewählt.

## Rolle beim Volksbegehren „Artenvielfalt & Naturschönheit in Bayern“
Agnes Becker war 2018 Initiatorin des Volksbegehrens „Artenvielfalt & Naturschönheit in Bayern“, das im Februar 2019 mit der Eintragung von 18,4 % der Wahlberechtigten als erfolgreichstes aller bisherigen Volksbegehren in Bayern abgeschlossen wurde. Als Ergebnis des erfolgreichen Volksbegehrens wurde im Juli 2019 vom Bayerischen Landtag ein umfangreiches Artenschutz-Paket beschlossen. Um die Wirkung des Artenschutz-Paketes auch in der Praxis zu überprüfen, startete die bayerische ÖDP im September 2019 eine Antragsoffensive der fast 400 kommunalen ÖDP-Mandatsträger. Der Umsetzungsstand auf Landesebene wird durch ein jährliches, wissenschaftliches Monitoring erhoben.

## Ehrungen
- 2019 erhielt Becker stellvertretend für den Trägerkreis des Volksbegehrens den mit 2.000 Euro dotierten Nachhaltigkeitspreis der Neumarkter Lammsbräu in der Kategorie NGOs.[13]
- Becker erhielt im September 2022 von der Heinz Sielmann Stiftung den Deutschen Biodiversitätspreis für die Initiierung des Volksbegehrens „Artenvielfalt & Naturschönheit in Bayern“.[14]